# Enterprise, Oregon
Enterprise är administrativ huvudort i Wallowa County i Oregon. Enligt 2010 års folkräkning hade orten 1 940 invånare.

## Kända personer från Enterprise
- Dale Mortensen, nationalekonom